# Газолін
Газолін — суміш легких рідких вуглеводнів питомої ваги 0,60-0,68, одержуваних шляхом перегонки з нафти. Залежно від складу, t° кипіння газоліну може коливатися в межах від 30 до 70°. Газолін летка рідина, нерозчинна у воді з низькою температурою кипіння. Пари речовини горять яскравим полум'ям. До складу його входять переважно пентан C5H12 і гексан, С6Н14.
Використовують як розчинник оліїстих, смолистих речовин, пальне. Газолін як легко леткий розчинник застосовується для видобування жирів із рослинних і тваринних продуктів. Як горючий газ він застосовувався в нагрівальних приладах, а також для карбюрування повітря і світильного газу. При пропусканні повітря через газолін, отримують насичення повітря парами газоліну, і утворюється горюча суміш, якою можна користуватись як світильним газом. Карбюрування світильного газу газоліном дає змогу надати світильному газу яскравого полум'я внаслідок збагачення частинками вуглецю.
Газолін дуже вогненебезпечний. Вдихання парів газоліну викликає головний біль, а при значному вмісті його в повітрі приміщення може настати більш важке отруєння і смерть від паралічу серця або дихання.